# Pehr Frigel
Pehr Frigel (Calmar, 2 de setembre de 1750 - Estocolm, 1842) fou un compositor suec del classisme.
Va fer els primers estudis en la seva ciutat natal amb Björkman, i després de graduar-se en música en la Universitat d'Uppsala, practicà la composició a Estocolm, amb Naumann, i Uttini. Desenvolupà alts llocs docents del seu país, i va escriure, entre altres obres menys importants:
- l'òpera Eremiten, (1798 en col·laboració amb John Wikmanson.
- una Cantata nupcial (1795);
- una Simfonia amb fuga (1805);
- l'oratori Försonaren pâ Oljoberget (1815) i nombroses cantates religioses.

El seu estil estava format en l'estudi de Bach, Händel, Gluck i Haydn. Ha Suècia el consideren un compositor clàssic.